# Taufbecken (Heraldik)

Taufbecken im Wappen von Obertaufkirchen

Das Taufbecken, auch Taufstein, Tauftisch oder Taufstock, ist in der Heraldik eine gemeine Figur und nicht häufig im Wappen.
Dargestellt wird überwiegend ein auf einem schmalen Fuß ruhendes massives Becken aus Metall, Holz oder Stein in den heraldisch möglichen Tinkturen. 
Das Taufbecken kann mit anderen Wappenfiguren in einem Wappen oder Feld sein. Besondere Formen und Verzierungen sind in der Wappenbeschreibung zu erwähnen.
Die Wappenfigur eignet sich auch für redendes Wappen. Ein Beispiel ist die österreichische Gemeinde Taufkirchen an der Pram.